# Страттон (Огайо)
Страттон (англ. Stratton) — селище (англ. village) в США, в окрузі Джефферсон штату Огайо. Населення — 267 осіб (2020).

## Географія
Страттон розташований за координатами 40°31′32″ пн. ш. 80°37′53″ зх. д. / 40.52556° пн. ш. 80.63139° зх. д. (40.525436, -80.631434).  За даними Бюро перепису населення США в 2010 році селище мало площу 1,39 км², уся площа — суходіл.

## Демографія
Згідно з переписом 2010 року, у селищі мешкали 294 особи в 145 домогосподарствах у складі 76 родин. Густота населення становила 212 особи/км².  Було 151 помешкання (109/км²).
Расовий склад населення:
| - 99,0 % — білих |

До двох чи більше рас належало 1,0 %. Частка іспаномовних становила 1,4 % від усіх жителів.
За віковим діапазоном населення розподілялося таким чином: 20,1 % — особи молодші 18 років, 54,0 % — особи у віці 18—64 років, 25,9 % — особи у віці 65 років та старші. Медіана віку мешканця становила 49,5 року. На 100 осіб жіночої статі у селищі припадало 88,5 чоловіків;  на 100 жінок у віці від 18 років та старших — 83,6 чоловіків також старших 18 років.
Середній дохід на одне домашнє господарство  становив 38 405 доларів США (медіана — 28 250), а середній дохід на одну сім'ю — 49 640 доларів (медіана — 48 929). Медіана доходів становила 37 188 доларів для чоловіків та 26 750 доларів для жінок. За межею бідності перебувало 27,6 % осіб, у тому числі 46,9 % дітей у віці до 18 років та 12,5 % осіб у віці 65 років та старших.
Цивільне працевлаштоване населення становило 154 особи. Основні галузі зайнятості: освіта, охорона здоров'я та соціальна допомога — 26,0 %, публічна адміністрація — 17,5 %, роздрібна торгівля — 16,9 %.